# Harry Johnson
 Herbert Henry „Harry” Johnson (ur. 10 sierpnia 1887 w Hoxton, zm. 16 grudnia 1947 w Westminsterze) – brytyjski bokser wagi lekkiej.
Na letnich igrzyskach olimpijskich w Londynie zdobył brązowy medal.